# Кайынды (Самарский район)
Кайынды (каз. Қайыңды) — село в Самарском районе Восточно-Казахстанской области Казахстана. Входит в состав Самарского сельского округа. Код КАТО — 635063300.

## Население
В 1999 году население села составляло 132 человека (63 мужчины и 69 женщин). По данным переписи 2009 года, в селе проживало 125 человек (61 мужчина и 64 женщины).